# Louis Orban de Xivry
Louis Orban de Xivry, né à La Roche-en-Ardenne le 14 mars 1811 et mort à Barvaux-Condroz le 2 juillet 1891, est un homme politique belge.

## Fonctions et mandats
- Membre de la Chambre des représentants de Belgique : 1845-1848, 1851-1854